# Dominique Maltais
Dominique Maltais (ur. 9 listopada 1980 w Charlevoix) – kanadyjska snowboardzistka, dwukrotna medalistka igrzysk olimpijskich i mistrzostw świata.

## Kariera
Po raz pierwszy na arenie międzynarodowej pojawiła się 29 marca 2002 roku w Mont-Tremblant, gdzie zajęła 19. miejsce w zawodach FIS Race w snowcrossie. Nigdy nie wystąpiła mistrzostwach świata juniorów. W zawodach Pucharu Świata zadebiutowała 11 grudnia 2003 roku w Whistler, zajmując 23. miejsce w snowcrossie. Tym samym już w swoim debiucie wywalczyła pierwsze pucharowe punkty. Pierwszy raz na podium zawodów tego cyklu stanęła 5 stycznia 2004 roku w Bad Gastein, kończąc rywalizację na drugiej pozycji. W zawodach tych rozdzieliła Lindsey Jacobellis z USA i Marię Danielsson ze Szwecji. Najlepsze wyniki osiągnęła w sezonie 2012/2013, kiedy to zdobyła Kryształową Kulę w klasyfikacji snowcrossu z wynikiem 5600 pkt. W tej samej klasyfikacji triumfowała jeszcze w sezonach sezonie 2005/2006, 2010/2011, 2011/2012 i 2013/2014.
W 2006 roku wystartowała na igrzyskach olimpijskich w Turynie, zdobywając brązowy medal. Lepsze okazały się tam tylko Tanja Frieden ze Szwajcarii i Lindsey Jacobellis. Wynik ten powtórzyła podczas mistrzostw świata w La Molina w 2011 roku, gdzie uplasowała się za Jacobellis i Nelly Moenne-Loccoz z Francji. Na rozgrywanych dwa lata później mistrzostwach świata w Stoneham była druga, rozdzielając na podium swą rodaczkę, Maëlle Ricker i Helene Olafsen z Norwegii. Zdobyła też srebrny medal na igrzyskach olimpijskich w Soczi, plasując się między Czeszką Evą Samkovą i Francuzką Chloé Trespeuch.

## Osiągnięcia

### Igrzyska olimpijskie
| Miejsce | Dzień     | Rok  | Miejscowość | Konkurencja    | Zwyciężczyni  |
| ------- | --------- | ---- | ----------- | -------------- | ------------- |
| 3.      | 17 lutego | 2006 | Turyn       | Snowboardcross | Tanja Frieden |
| 20.     | 16 lutego | 2010 | Vancouver   | Snowboardcross | Maëlle Ricker |
| 2.      | 16 lutego | 2014 | Soczi       | Snowboardcross | Eva Samková   |

### Mistrzostwa świata
| Miejsce | Dzień       | Rok  | Miejscowość | Konkurencja    | Zwyciężczyni       |
| ------- | ----------- | ---- | ----------- | -------------- | ------------------ |
| 4.      | 16 stycznia | 2005 | Whistler    | Snowboardcross | Lindsey Jacobellis |
| DNS     | 18 stycznia | 2009 | Gangwon     | Snowboardcross | Helene Olafsen     |
| 3.      | 18 stycznia | 2011 | La Molina   | Snowboardcross | Lindsey Jacobellis |
| 2.      | 26 stycznia | 2013 | Stoneham    | Snowboardcross | Maëlle Ricker      |
| 5.      | 16 stycznia | 2015 | Kreischberg | Snowboardcross | Lindsey Jacobellis |

### Puchar Świata

#### Miejsca w klasyfikacji generalnej
- sezon 2003/2004: -
- sezon 2004/2005: -
- sezon 2005/2006: 8.
- sezon 2007/2008: 15.
- sezon 2008/2009: 10.
- sezon 2009/2010: 7.
  - SBX[1]
- sezon 2010/2011: 1.
- sezon 2011/2012: 1.
- sezon 2012/2013: 1.
- sezon 2013/2014: 1.
- sezon 2014/2015: 2.

#### Zwycięstwa w zawodach PŚ
1. Nassfeld – 15 grudnia 2004 (snowcross)
2. Bad Gastein – 4 stycznia 2006 (snowcross)
3. Furano – 17 marca 2006 (snowcross)
4. Telluride – 17 grudnia 2010 (snowcross)
5. Blue Mountain – 8 lutego 2012 (snowcross)
6. Montafon – 8 grudnia 2012 (snowcross)
7. Telluride – 14 grudnia 2012 (snowcross)
8. Arosa – 9 marca 2013 (snowcross)
9. Sierra Nevada – 21 marca 2013 (snowcross)
10. Vallnord-Arinsal – 11 stycznia 2014 (snowcross)
11. Veysonnaz – 11 marca 2014 (snowcross)
12. La Molina – 15 marca 2014 (snowcross)
13. Veysonnaz – 15 marca 2015 (snowcross)

#### Pozostałe miejsca na podium w zawodach PŚ
1. Bad Gastein – 5 stycznia 2004 (snowcross) - 2. miejsce
2. Berchtesgaden – 7 lutego 2004 (snowcross) - 2. miejsce
3. Bad Gastein – 5 stycznia 2006 (snowcross) - 2. miejsce
4. Valle Nevado – 29 września 2007 (snowcross) - 2. miejsce
5. Lake Placid – 1 marca 2008 (snowcross) - 3. miejsce
6. Valmalenco – 13 marca 2008 (snowcross) - 3. miejsce
7. Bad Gastein – 11 stycznia 2009 (snowcross) - 2. miejsce
8. La Molina – 13 marca 2009 (snowcross) - 3. miejsce
9. Valmalenco – 20 marca 2009 (snowcross) - 2. miejsce
10. Chapelco – 12 września 2009 (snowcross) - 3. miejsce
11. Telluride – 19 grudnia 2009 (snowcross) - 3. miejsce
12. Veysonnaz – 15 stycznia 2010 (snowcross) - 2. miejsce
13. Stoneham – 21 stycznia 2010 (snowcross) - 3. miejsce
14. Valmalenco – 12 marca 2010 (snowcross) - 3. miejsce
15. Stoneham – 17 lutego 2011 (snowcross) - 2. miejsce
16. Telluride – 16 grudnia 2011 (snowcross) - 2. miejsce
17. Veysonnaz – 19 stycznia 2012 (snowcross) - 3. miejsce
18. Veysonnaz – 22 stycznia 2012 (snowcross) - 2. miejsce
19. Blue Mountain – 2 lutego 2013 (snowcross) - 2. miejsce
20. Veysonnaz – 16 marca 2013 (snowcross) - 2. miejsce
21. Montafon – 7 grudnia 2013 (snowcross) - 2. miejsce
22. Lake Louise – 21 grudnia 2013 (snowcross) - 2. miejsce
23. Vallnord-Arinsal – 12 stycznia 2014 (snowcross) - 2. miejsce

- W sumie (13 zwycięstw, 15 drugich i 8 trzecich miejsc).